# Toyota Verso
De Toyota Verso is een automodel van het merk Toyota. Het is het monovolume-model van het best verkopende Toyota-model, de Toyota Corolla, en hoort in de categorie van midi-MPV's. De grootste concurrenten in de Benelux zijn de Opel Zafira, de Renault Scénic en de Volkswagen Touran.
De Toyota Verso 2.2 diesel werd in 2006 tot laureaat uitgeroepen in de categorie tot 23.500 euro in de Gezinswagen van het jaar verkiezing van de Vlaamse Automobilistenbond (VAB).

## Varianten
De Toyota Verso is leverbaar als twee, vijf- en zevenzitvariant. De zevenzitter bevat drie rijen stoelen waarbij de derde rij kan worden weggeklapt in de bodem (vergelijkbaar met het Opel Zafira Flex7 systeem). In de vijfzitter kan deze ruimte gebruikt worden als extra bergruimte. Daarnaast is de Verso in Nederland ook leverbaar als bedrijfswagen, waarbij een schot geplaatst is achter de voorstoelen met daarachter slechts een vlakke laadruimte. Beide achterportieren kunnen gewoon open, maar de ruiten zijn wel (half) geblindeerd.

## Motoren
De wagen wordt verkocht zowel met benzine- als met dieselmotoren. De benzinemotoren hebben een cilinderinhoud van 1.6 liter (1.6 16v VVT-i van 110pk) en 1.8 liter (1.8 16v VVT-i van 130 pk), de dieselmotoren 2.0 liter D-4D motor (116pk), 2.2 liter D-4D motor: (136pk) en D-4D D-CAT motor: (177pk).

## Geschiedenis
De eerste generatie werd gebouwd en verkocht tussen 2002 en 2004 onder de naam Toyota Corolla Verso. De tweede generatie werd gebouwd vanaf 2004. Ze werd speciaal ontworpen voor de Europese markt in het Zuid-Franse designcentrum van Toyota in Sophia Antipolis en werd geproduceerd in Turkije.
Het ontwerp van de tweede generatie Corolla Verso is gemaakt door Estuya Oishi, Tokaharu Mino, Shunsaku Kodama en D'Aprile Elvio.
Met het uit productie gaan van de Avensis Verso en de Yaris Verso werd de Corolla Verso de enige met 'Verso' in de naam, waarna de naam veranderd werd van 'Corolla Verso' naar gewoon 'Verso'. In mei 2007 kreeg de Verso een kleine facelift, hij leek daarmee meer op het Toyotagezicht dat al eerder te zien was in de Auris en de Yaris.
In het voorjaar van 2009 introduceerde Toyota de derde generatie Verso. De nieuwe Toyota Verso is vergeleken met zijn voorganger 7 cm langer en 2 cm breder. In totaliteit meet de auto 4,44 meter in lengte en 1,79 meter in de breedte. De hoogte is met 1,62 meter gelijk gebleven. Men kan nog steeds kiezen tussen een vijfzits- of een zevenpersoonsuitvoering. De Verso wordt geleverd in de uitvoeringen Comfort, Aspiration, Dynamic, Panoramic en Executive Business.
In 2013 werd een nieuwe generatie geïntroduceerd. Deze versie van de Verso heeft aantal uiterlijke veranderingen aan de neus en achterklep ondergaan. Ook deze generatie is te krijgen als een 5 en 7 persoons en in de uitvoeringen Comfort, Aspiration en Business. De auto is er in 3 benzine uitvoeringen en één diesel uitvoering. Deze uitvoeringen hebben allemaal het energielabel C meegekregen en de nieuwprijs ligt tussen de €26.500 en €32.150. Bij deze generatie is het ook mogelijk om enkele fabrieksopties te kiezen als bijvoorbeeld een panoramisch dak.

## Verso-S
In 2011 introduceerde Toyota weer een kleine MPV , de Verso-S. Deze is -net als de Yaris Verso- gebaseerd op de Toyota Yaris.

## Gaspedaal
Begin 2010 ontstond er in de Verenigde Staten ophef na enkele ongevallen met dodelijke afloop waarbij een Toyota betrokken was. Vermoed werd dat het gaspedaal van verschillende Toyota-modellen kon blijven hangen, waarop Toyota besloot tot een terugroepactie van vrijwel alle recente modellen waarbij de gaspedalen aangepast werden. Omdat ook in Europese Toyota's de betreffende gaspedalen ingebouwd waren werden ook in Europa veel modellen -waaronder de Verso- teruggeroepen.
Op 9 februari 2011 maakte het Amerikaanse ministerie van Transport bekend dat het geen technische fout had kunnen vinden die de problemen met het gaspedaal zou kunnen veroorzaken.